# Labinot Haliti
Labinot Haliti (ur. 26 października 1984 w Prisztinie) – australijski piłkarz albańskiego pochodzenia występujący na pozycji pomocnika.

## Kariera klubowa
Jako dziecko wyemigrował, razem ze swoją rodziną, do Australii i w tamtejszym Sydney Olympic rozpoczynał swoją karierę. Po dwóch sezonach gry w tym klubie i rozegraniu dwóch spotkań ligowych postanowił się przenieść do innej drużyny, reprezentującej największe australijskie miasto - Sydney United. Tam również występował przez dwa lata. Kolejnym krokiem w karierze Halitiego było Newcastle Jets. Jesienią 2007 wyjechał do Europy, gdzie reprezentował barwy chorwackiego NK Slaven Belupo, a także albańskiej Teuty Durrës.
20 lutego 2008 podpisał kontrakt z ŁKS-em Łódź, w barwach którego zadebiutował dwa dni później, podczas spotkania z Jagiellonią Białystok (0:4). Ogółem rozegrał w Ekstraklasie 22 spotkania, nie zdobył żadnej bramki. Od połowy 2009 roku występował w klubach australijskich: Newcastle Jets oraz Western Sydney Wanderers, z którym w 2014 roku zwyciężył w rozgrywkach Ligi Mistrzów AFC i wystąpił w Klubowych Mistrzostwach Świata 2014. Po sezonie 2016/17 zakończył karierę i wkrótce po tym rozpoczął pracę jako trener grup młodzieżowych w Newcastle Jets.
Statystyki kariery
| Sezon       | Klub           | Kraj      | Rozgrywki           | Mecze | Bramki |
| ----------- | -------------- | --------- | ------------------- | ----- | ------ |
| 2002/03     | Sydney Olympic | Australia | A-League            | 2     | 0      |
| 2003/04     | Sydney United  | Australia | A-League            | 18    | 1      |
| 2004/05     | Sydney United  | Australia | A-League            | 2     | 0      |
| 2005/06     | Newcastle Jets | Australia | A-League            | 20    | 3      |
| 2006/07     | Newcastle Jets | Australia | A-League            | 4     | 0      |
| 2007/08 (j) | Slaven Belupo  | Chorwacja | 1. HNL              | 0     | 0      |
| 2007/08 (j) | Teuta Durrës   | Albania   | Kategoria Superiore | 18    | 3      |
| 2007/08 (w) | ŁKS Łódź       | Polska    | I liga              | 3     | 0      |
| 2008/09     | ŁKS Łódź       | Polska    | I liga              | 18    | 0      |
| 2009/10     | Newcastle Jets | Australia | A-League            | 21    | 5      |
| 2010/11     | Newcastle Jets | Australia | A-League            | 26    | 4      |
| 2011/12     | Newcastle Jets | Australia | A-League            | 16    | 3      |
| 2012/13     | Western Sydney | Australia | A-League            | 17    | 5      |
| 2013/14     | Western Sydney | Australia | A-League            | 22    | 1      |
| 2014/15     | Western Sydney | Australia | A-League            | 21    | 1      |
| 2015/16     | Newcastle Jets | Australia | A-League            | 2     | 0      |
| 2016/17     | Newcastle Jets | Australia | A-League            | 6     | 0      |

## Kariera reprezentacyjna
W 2006 roku otrzymał od Artana Bushatiego zaproszenie na konsultację szkoleniową reprezentacji Albanii U-21, jednak z powodu przedłużającej się procedury przyznania mu albańskiego obywatelstwa nie dołączył do zgrupowania. W tym samym roku rozpoczął grę w reprezentacji Australii U-23 prowadzonej przez Roba Baana. W 2007 roku został powołany na dwumecz z Tajwanem w kwalifikacjach do Igrzysk Olimpijskich 2008, w którym ostatecznie nie wystąpił. W 2016 roku, po przystąpieniu Kosowa do FIFA i UEFA, wyraził chęć gry w reprezentacji tego kraju.

## Życie prywatne
Urodził się w 1984 roku Prisztinie jako drugi syn Albańczyków Sama i Zany. Posiada dwoje rodzeństwa: braci Edona (1979) i Lorika (ur. 1989). W 1999 roku wyemigrował z rodziną do Australii i osiadł w Sydney.

## Sukcesy
Western Sydney Wanderers
- Liga Mistrzów AFC: 2014